# Flora e fauna dell'Iraq
La natura dell'Iraq comprende la sua flora e fauna e i loro habitat naturali. L'Iraq presenta diversi biomi, dalle regioni montuose a nord fino alle paludi umide lungo il fiume Eufrate. La parte occidentale del paese è prevalentemente desertica con alcune zone semi-aride. Nel 2001, sette specie di mammiferi e dodici specie di uccelli dell'Iraq risultavano in pericolo di estinzione. Tra le specie minacciate figutrano l'ibis eremita e il daino persiano. L'asino selvatico siriano è estinto, mentre la gazzella dorcade saudita è stata dichiarata estinta nel 2008.

## Paludi della Mesopotamia

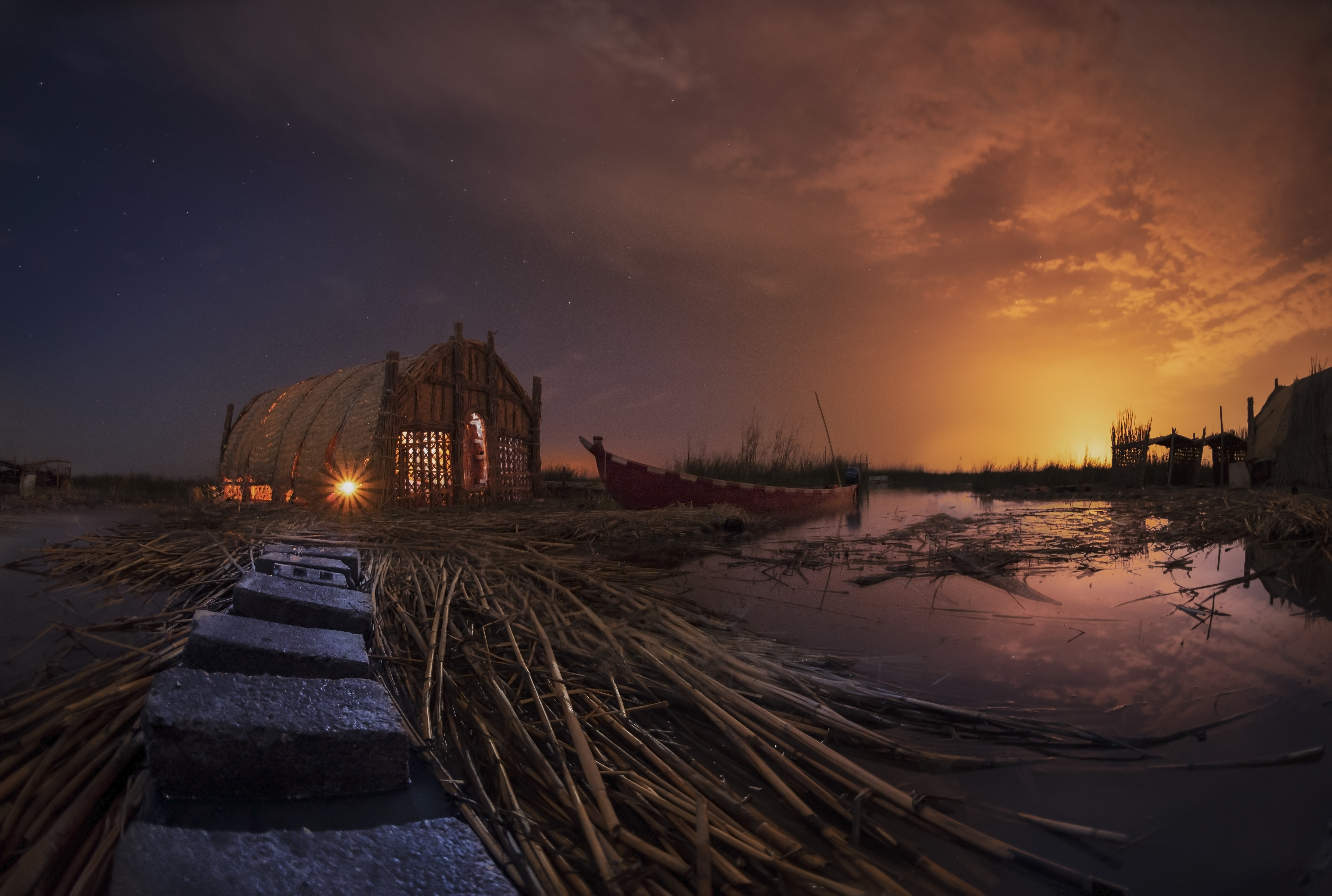
Le paludi della Mesopotamia dell'Iraq meridionale

Le paludi ospitano 40 specie di uccelli e numerose specie ittiche, e rappresentano inoltre un limite di distribuzione per diverse specie di uccelli. Un tempo, queste paludi ospitavano milioni di uccelli ed erano luogo di sosta per milioni di migratori, inclusi fenicotteri, pellicani e aironi durante le loro migrazioni dalla Siberia verso l'Africa. Sono a rischio dal 40% al 60% della popolazione mondiale di anatra marmoreggiata, che vive nelle paludi, insieme al 90% della popolazione globale del cannareccione di Bassora. Sette specie delle paludi sono quasi o completamente estinte, inclusi l'istrice indiano, il ratto bandicoot e il lupo delle paludi. Il prosciugamento delle paludi ha causato una significativa diminuzione della bioproduttività; dopo la caduta di Saddam Hussein ad opera della Forza multinazionale, il flusso d'acqua verso le paludi è stato ripristinato e l'ecosistema ha iniziato a recuperare.

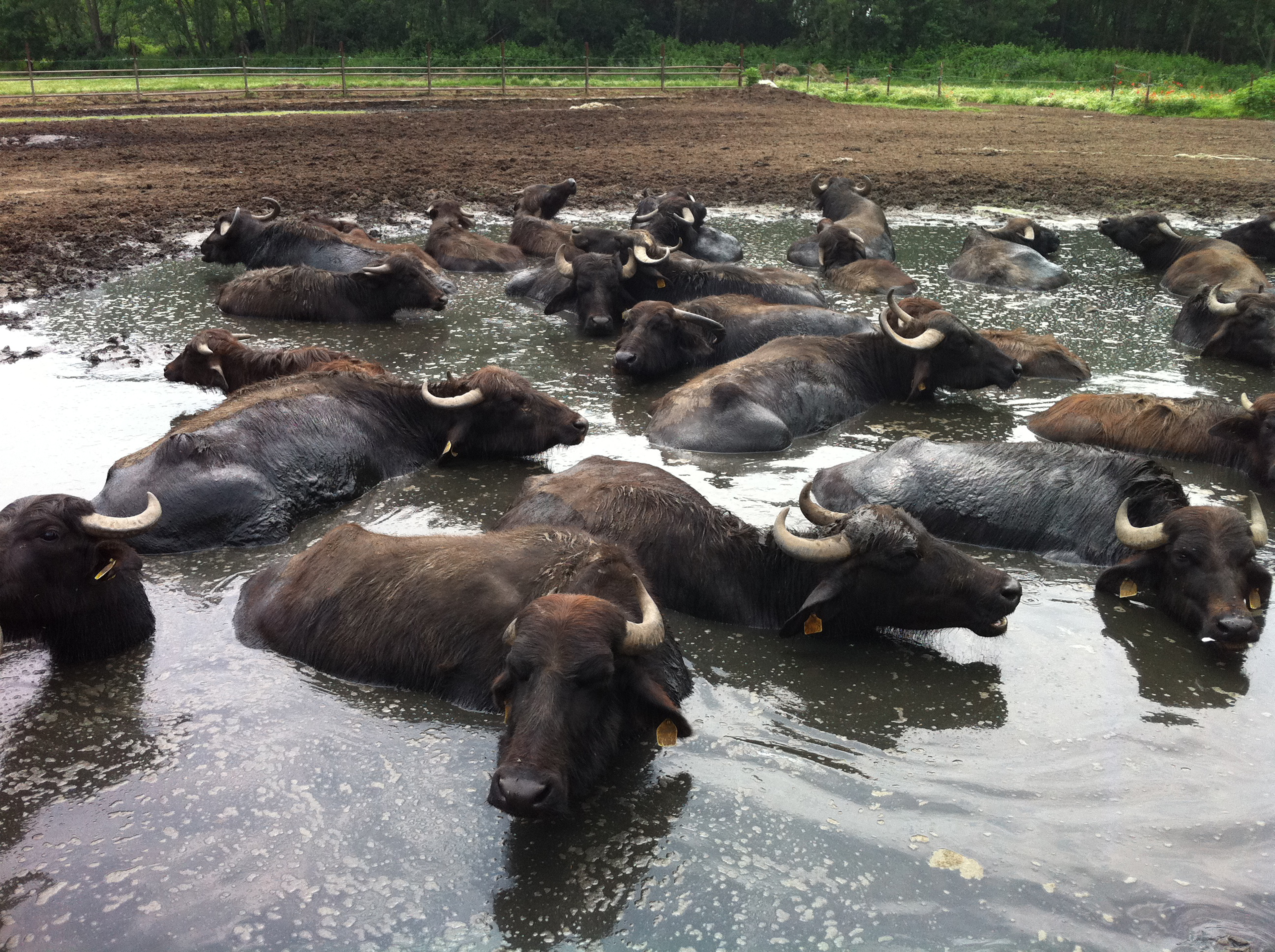
Nelle paludi vivono i bufali d'acqua. Il sigillo di uno scriba al servizio di un re accadico raffigura il sacrificio di bufali d'acqua.

La fauna acquatica o semi-acquatica è presente dentro e intorno ai seguenti laghi:
- Lago Habbaniyah
- Lago Milh
- Lago Qadisiyah
- Lago Tharthar

Gli uccelli acquatici osservati nelle paludi dell'Iraq meridionale includono: tuffetto, svasso maggiore, cormorano comune, uccello serpente africano, tarabuso eurasiatico, airone cenerino, nitticora, airone rosso, cicogna bianca, airone guardabuoi, ibis sacro, alzavola, pettegola, martin pescatore bianco e nero, aquila anatraia maggiore, albanella di palude, cornacchia grigia, garrulo dell'Iraq, cappellaccia, grandule, tortora dal collare orientale, ghiandaia marina indiana e storno.

## Barriera corallina
Le acque costiere irachene ospitano una barriera corallina vivente che si estende per 28 km² nel Golfo Persico, alla foce del fiume Shatt al-Arab (29°37′N 48°48′E). La barriera corallina è stata scoperta durante due spedizioni scientifiche subacquee congiunte tra Iraq e Germania, condotte a settembre 2012 e maggio 2013. Prima della scoperta si riteneva che l'Iraq non avesse barriere coralline, poiché le acque torbide ne impedivano l'individuazione. I coralli iracheni sono risultati adattati a uno degli ambienti più estremi per la sopravvivenza dei coralli al mondo, poiché la temperatura dell'acqua marina in questa zona varia dai 14 ai 34 °C. La barriera ospita diverse specie viventi di coralli duri, ottocoralli, ofiure e bivalvi, oltre a demosponge contenenti silice.

## Fauna

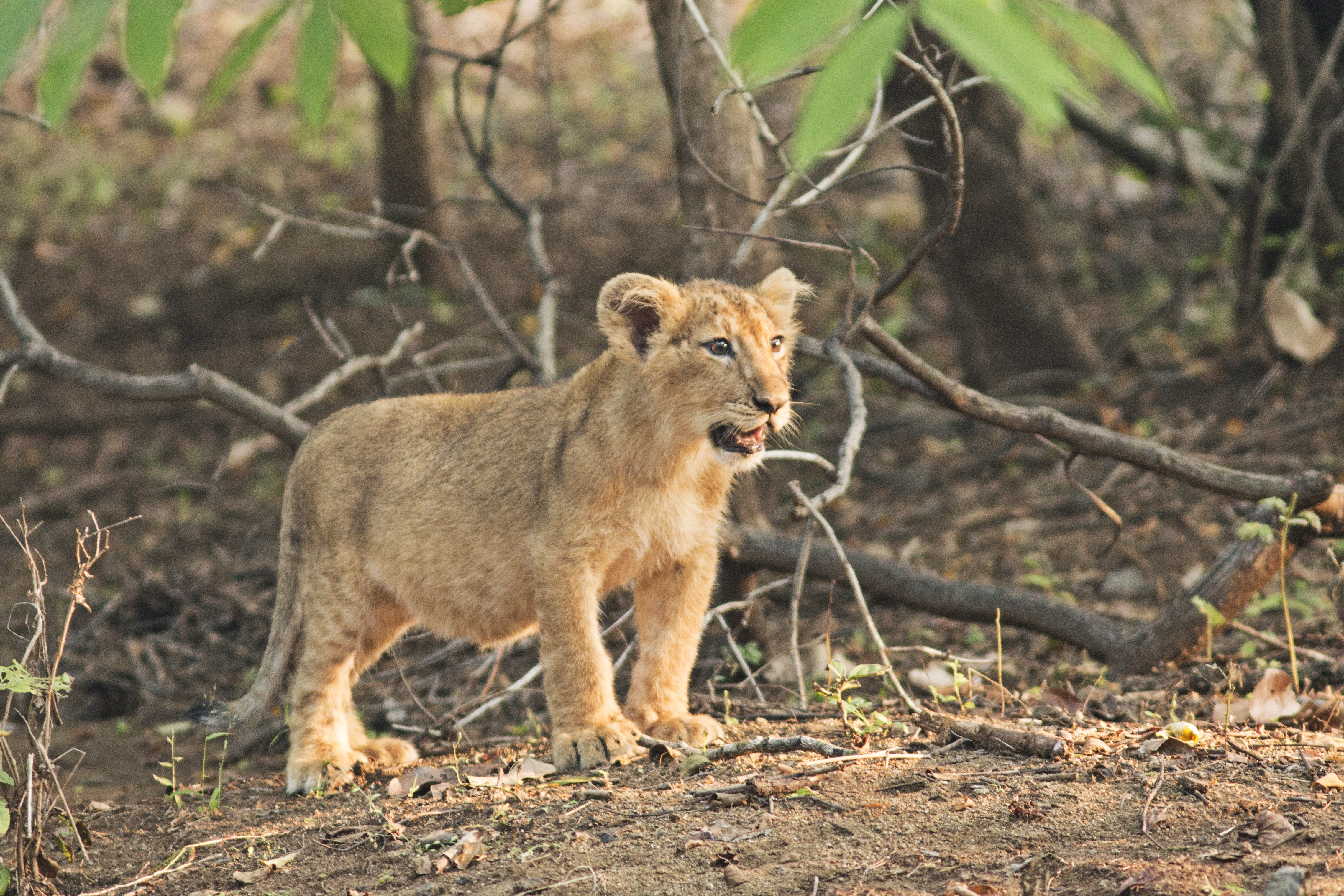
Il leone asiatico è usato come simbolo fin dai tempi più antichi

Grazie alla diversità dei suoi biomi, dalle paludi mesopotamiche lungo il fiume Eufrate fino ai deserti semi-aridi, l'Iraq ospita una vasta gamma di animali endemici e animali ben noti a livello mondiale per le loro popolazioni abbondanti.
Mammiferi

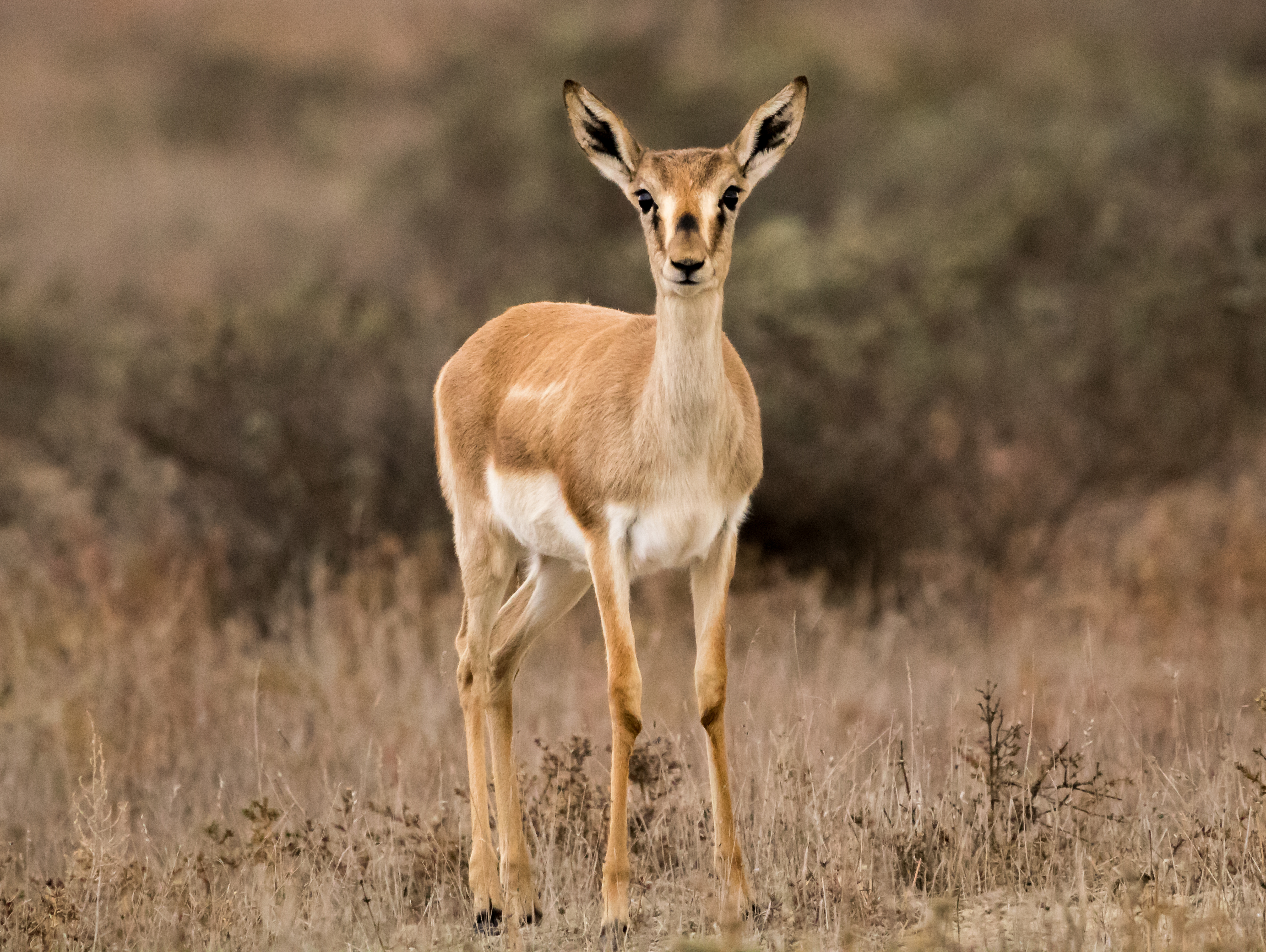
Gazzella gozzuta

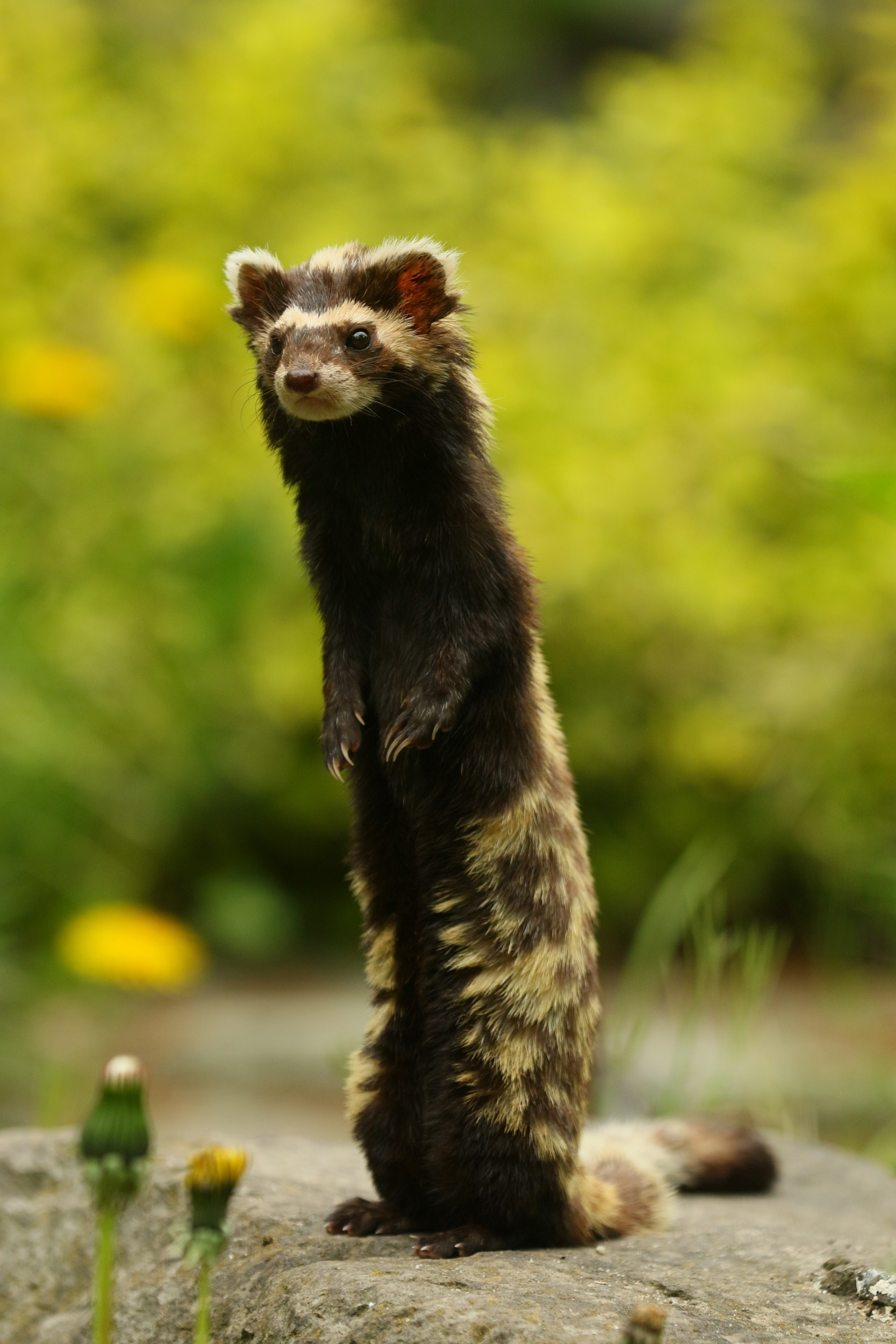
Puzzola marmorizzata

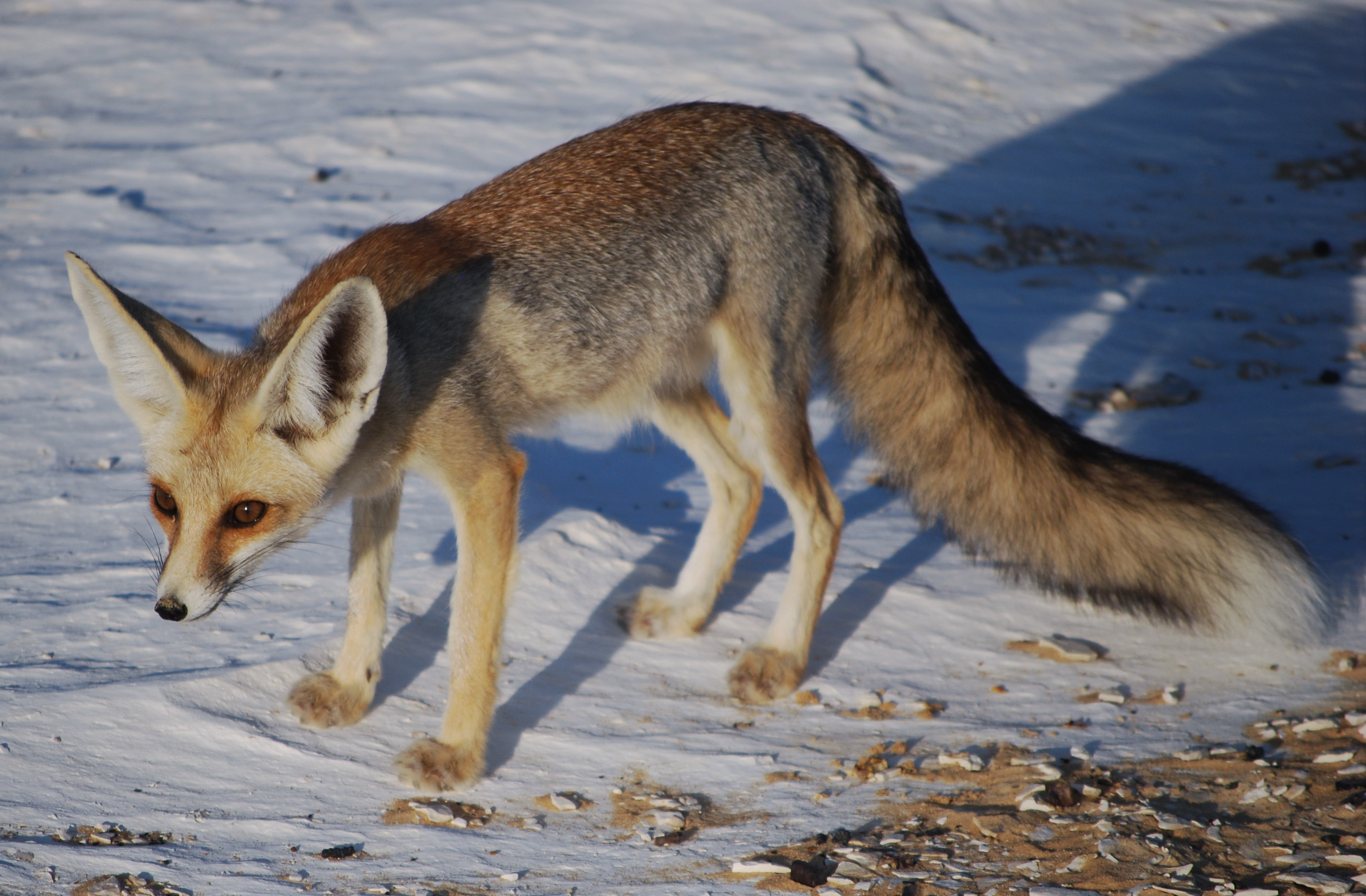
Volpe di Rüppell

La lontra europea e la lontra liscia sono mammiferi carnivori semi-acquatici, diffusi nelle paludi e nei fiumi, la cui dieta è composta principalmente da pesci, anfibi, crostacei, insetti e uccelli, ma le loro popolazioni hanno subito un declino dagli anni '70. Il leopardo persiano è un grande felino carnivoro localizzato nelle foreste settentrionali, la cui dieta consiste principalmente di capre selvatiche. Una piccola popolazione è stata registrata per la prima volta all'inizio del XXI secolo nella regione al confine tra Iraq e Turchia. Il gatto delle sabbie, la cui presenza è stata documentata per la prima volta nel deserto di Al-Najaf, è un piccolo felino carnivoro localizzato nei deserti sabbiosi, che si nutre di piccoli roditori, lepri del Capo, allodole beccocurvo, varani del deserto, pesci delle sabbie e vipere cornute. Il gatto selvatico è un piccolo felino localizzato prevalentemente nelle foreste, la cui dieta consiste di roditori, uccelli, piccoli rettili e pollame. La volpe di Rüppell è un piccolo canide onnivoro che vive nei deserti a nord del fiume Eufrate e si nutre di insetti, piccoli mammiferi, lucertole e uccelli. La puzzola marmorizzata è un mustelide onnivoro che si trova nei deserti dell'Iraq settentrionale e si nutre di piccoli roditori, uccelli, lucertole, pesci, rane, frutta ed erba. La piccola mangusta indiana è un piccolo mustelide onnivoro localizzato nelle pianure alluvionali, con una dieta che comprende insetti (libellule, cavallette, grillitalpa, carabidi, forficule), roditori, anfibi, rettili, piccoli uccelli, piccole erbe e piccoli frutti. La gazzella gozzuta è un'antilope erbivora che vive nelle zone montuose e in aree dal terreno accidentato. Il cinghiale è un suide onnivoro che vive nelle paludi e lungo i numerosi fiumi iracheni, con una dieta composta da piante (rizomi, radici, bulbi, tuberi, noci, bacche, semi, foglie, cortecce, rametti, germogli), lombrichi, insettivori, insetti, roditori, uova di uccelli, lucertole, serpenti, rane e carogne. Il cammello della Battriana occupa vari habitat, dalle montagne rocciose ai deserti aridi, e ha una dieta erbivora costituita da diversi tipi di vegetazione. La lepre europea è un roditore erbivoro presente negli altopiani iracheni e lungo il fiume Tigri.
Altri mammiferi includono:
- Istrice indiano
- Scoiattolo persiano
- Topo selvatico rupestre
- Topo selvatico collo giallo
- Topolino delle case
- Ratto nero
- Nesokia a coda corta
- Gerbillo indiano
- Merione di Sundevall

### Fauna estinta
L'unico avvistamento confermato della tigre del Caspio risale a un esemplare ucciso vicino a Mosul nel 1887. Il ghepardo asiatico era presente nel deserto a ovest di Bassora fino al 1926. L'ultimo ghepardo noto nel paese è stato ucciso da un'automobile. L'ultimo leone asiatico noto fu ucciso sul basso corso del Tigri nel 1918. L'ultimo orice d'Arabia venne abbattuto nel 1914. Gli elefanti siriani erano diffusi in Mesopotamia fino a circa il 700 a.C.